# 한희정 (음악가)
한희정(1979년 6월 3일 ~ )은 대한민국의 음악가이다. 서울출생으로 숭실대학교 행정학과를 중퇴했다.

## 활동
2001년에 음악 그룹 《더더》의 일원으로 데뷔, 2001년부터 정상훈과 함께 프로젝트 밴드 《푸른 새벽》을 결성했고, 2008년에 솔로 1집 《너의 다큐멘트》를 발매했다.
2009년 청소년을 대상으로 한 EBS FM 라디오 프로그램 《아름다운 밤 우리들의 라디오》를 진행했으며, 5월에는 EP 《끈》을 발매, 2010년 10월에는 EP 《잔혹한 여행》을, 2013년 6월에는 정규2집인 《날마다 타인》을 발매했다.
2019년 3월부터는 《두 개의 나》 EP 수록곡들을 순차적으로 공개함으로써 음악적 변모를 보였고, 2020년 6월 노래가 없는 싱글 《양배추즙》을 발매했다.

## 학력
- 금란여자고등학교
- 숭실대학교 행정학과 (중퇴)

## 음반

### 정규 앨범 (Full Length Album)
- 2001년 더더 3집 The Man in The Street
- 2003년 푸른새벽 1집 bluedawn
- 2003년 더더 4집 The The Band
- 2006년 푸른새벽 2집 보옴이 오면 (파스텔 뮤직)
- 2008년 한희정 1집 너의 다큐멘트 (파스텔 뮤직)
- 2012년 푸른새벽 크리스마스 앨범 Blue Christmas
- 2013년 한희정 2집 날마다 타인 (파스텔 뮤직)
- 2016년 한희정 악보앨범 NOTATE (파스텔 뮤직)

### 익스텐디드 플레이 (EP)
- 2005년 푸른새벽 EP 《Submarine Sickness + Waveless》(파스텔 뮤직)
- 2009년 한희정 EP 끈 (파스텔 뮤직)
- 2010년 한희정 EP 잔혹한 여행 (파스텔 뮤직)
- 2015년 한희정 EP Slow Dance (파스텔 뮤직)
- 2020년 한희정 EP 두 개의 나

### 싱글 (Single)
- 2019년 3월 한희정 Single 비유 (feat.김사월)
- 2019년 5월 한희정 Single 걱정 (feat.이아립)
- 2019년 7월 한희정 Single 불안
- 2019년 9월 한희정 Single 두 개의 나
- 2019년 11월 한희정 Single 어느 겨울
- 2020년 6월 한희정 Single 양배추즙

### 컴필레이션 앨범 (Compilation Album)
- 2003년 Bbang V.A (자위 - 푸른새벽)
- 2004년 Summer christmas album V.A (빵 - 푸른새벽)
- 2006년 Cracker V.A (Tabula Rasa - 푸른새벽)
- 2007년 12 songs about you V.A (우리 처음 만난 날 - 한희정)
- 2008년 사랑의 단상 Chap.2 - This Is Not A Love Song V.A (멜로디로 남아 - 한희정)
- 2012년 이야기해주세요 (이 노래를 부탁해 - 한희정)

## 출연

### 라디오
- 푸른새벽의 컬쳐스페이스 진행 (DMB 오디오 ch.45)
- 아름다운 밤 우리들의 라디오 진행 (EBS FM, 2009년 3월 2일 ~ 8월 29일)

### 텔레비전
- KBS2 《윤도현의 러브레터》 - 2008년 10월 3일자
- 광주 MBC 《문화콘서트 난장》 - 2008년 10월 6일자
- MBC 《음악여행 라라라》 - 2009년 8월 26일자
- Mnet 《방송의 적 이적쇼》 - 2013년 7월 3일자
- EBS 《지식채널 e》 - 2014년 4월 2일자

### 영화
- 《춤추는 동물원》 (2010년)
- 《도희야》 (2014년)
- 《세희》 (2015년)
- 《가려진 시간》 (2016년)
- 《레슬러》 (2017년)
- 《보희와 녹양》 (2018년)
- 《모르는 사이》 (2019년)